# AGC 198691
AGC 198691 è una galassia nana situata nella costellazione del Leone Minore ad una distanza stimata di circa 7,7 Megaparsec (circa 25,1 milioni di anni luce) dalla Terra. La sua distanza esatta non è nota, tuttavia si trova all'interno del cosiddetto Sperone del Leone (Leo Spur), un'area di 7-10 Megaparsec di galassie sparse, tra cui UGC 5186, UGC 5209, UGC 5272, UGC 5340 e UGC 5427.
Per le sue piccole dimensioni, ha un diametro di 320 parsec (circa 1000 anni luce), è stata soprannominata Leoncino. Inoltre AGC 198691 ha una massa stellare piuttosto piccola, di 1,6 x 106. Sono presenti regioni H I con una massa corrispondente a 0,8 x 107.
La sua caratteristica principale è la bassa metallicità delle stelle che la compongono, che è la minore al momento conosciuta nell'Universo locale. Questa caratteristica la fa includere nella categoria delle galassie extremely metal-deficient (XMD). Ciò è un fatto insolito per una galassia a noi vicina dal punto di vista astronomico, particolarità condivisa con poche altre galassie, come I Zwicky 18, SBS 0335–052W, UGC 5340 (o DDO 68) e Leo P.
AGC 198691 possiede una metallicità del 30% inferiore a I Zwicky 18 che deteneva il precedente record.